# Olijfnekwever
De olijfnekwever (Ploceus brachypterus) is een zangvogel uit de familie Ploceidae (wevers en verwanten) die voorkomt in grote delen van Afrika. De vogel werd in 1837 door  William Swainson als aparte soort beschreven. Hoewel Swainson de overeenkomst met de zwartnekwever (P. nigricollis) wel onderkende, besloot hij niet tot de status van ondersoort, wat later wel gebeurde.

## Herkenning
De vogel is 15 tot 17 cm lang. Het mannetje  is van onder geel en merendeels olijfkleurig groen van boven. Opvallend is de koptekening, waarbij het voorhoofd en de kruin en de nek oranjebruin gekleurd zijn met een zwart "masker" rond het oog, uitlopend op een zwarte bef. Het vrouwtje lijkt op het mannetje, maar heeft een groene kruin met daaronder een dunne witte wenkbrauwstreep en een zwarte oogstreep.

## Verspreiding en leefgebied
De vogel komt voor in West-Afrika, in Senegal en Gambia tot westelijk Kameroen.
Het leefgebied bestaat uit verschillende landschapstypen met bos, zowel bossavanne en bosranden van goed ontwikkeld bos maar ook tuinen, oliepalmplantages en mangrove. De vogel past zich snel aan als ergens door aanplant bos ontstaat. De vogel komt ook voor in bergachtig gebied tot op 1700 m boven de zeespiegel.

## Status
De grootte van de populatie is niet gekwantificeerd. Vooral in het westen van het verspreidingsgebied is het een algemene vogel; men veronderstelt dat de soort in aantal stabiel is. Om deze redenen staat de olijfnekwever als niet bedreigd op de Rode Lijst van de IUCN.